# Gwatemala na Letnich Igrzyskach Olimpijskich 1972
Gwatemalę na Letnich Igrzyskach Olimpijskich 1972 reprezentowało 8 zawodników. Był to 3. start reprezentacji Gwatemali na letnich igrzyskach olimpijskich.

## Skład kadry

### Lekkoatletyka
Mężczyźni
- Carlos Cuque

5000 metrów – odpadł w eliminacjach
Maraton – 43. miejsce
- Julio Quevedo

10 000 metrów – odpadł w eliminacjach
Maraton – 54. miejsce
3000 metrów z przeszkodami – odpadł w eliminacjach
- Luis Flores – dziesięciobój – nie ukończył

### Strzelectwo
Mężczyźni
- Víctor Castellanos – pistolet szybkostrzelny, 25 m – 50. miejsce

### Zapasy
Mężczyźni
- Juan de Hernández – waga piórkowa, styl klasyczny – niesklasyfikowany
- Pedro Piñeda – waga musza, styl wolny – niesklasyfikowany
- Luis Fuentes – waga kogucia, styl wolny – niesklasyfikowany
- Joseph Burge – waga piórkowa, styl wolny – 7. miejsce